# Steinhausen ZG
| ZG ist das Kürzel für den Kanton Zug in der Schweiz. Es wird verwendet, um Verwechslungen mit anderen Einträgen des Namens Steinhausen zu vermeiden. |

Steinhausen ist eine politische Gemeinde des Kantons Zug in der Schweiz.

## Geographie
Steinhausen ist mit 5,04 km² die flächenmässig kleinste Zuger Gemeinde. Zur Gemeinde gehören nebst dem Dorf die Weiler Bann und Erli.
Die Gemeinde liegt auf einem nach Süden orientierten Gelände. Der tiefste Punkt befindet sich auf 417 m ü. M. unweit vom Zugersee entfernt, die höchste Erhebung liegt mit 529 m ü. M. im nördlichsten Teil. Steinhausen grenzt im Norden an die Gemeinden Knonau und Kappel a. A. im Kanton Zürich, im Osten an Baar, im Süden an den Kantonshauptort Zug und im Westen an Cham.

## Geschichte
Funde in den Gebieten Sennweid und Sumpf deuten darauf hin, dass auf dem Gebiet von Steinhausen schon in der Steinzeit Siedlungsplätze bestanden.
Bis zum Ende der Alten Eidgenossenschaft im Frühjahr 1798 war Steinhausen eine Vogtei der Stadt Zug. Mit der Helvetik wurde es zur selbständigen Gemeinde (Munizipalität). 1904 wurde die SBB-Bahnstation an der Bahnstrecke Zürich–Zug eröffnet. Bis dahin war Steinhausen auch bevölkerungsmässig die kleinste Gemeinde im Kanton Zug. Das Bauerndorf zählte nur gerade 80 Wohnhäuser, dafür aber 40 Scheunen und rund 4'000 Apfelbäume.
Ab 1945 wurde Steinhausen an eine Autobuslinie angeschlossen. Nach 1958 setzte ein starkes Wachstum ein, welches das Erscheinungsbild von Steinhausen stark beeinflusste. Betrug die Bevölkerungszahl um 1800 noch rund 500 Einwohner so hatte sie sich nach 1940 mehr als verzehnfacht. In den Jahren von 1985 bis 2005 entstand eine städtische Infrastruktur mit vielen Überbauungen, einer Umfahrungsstrasse, der Autobahn und einem Werkhof.

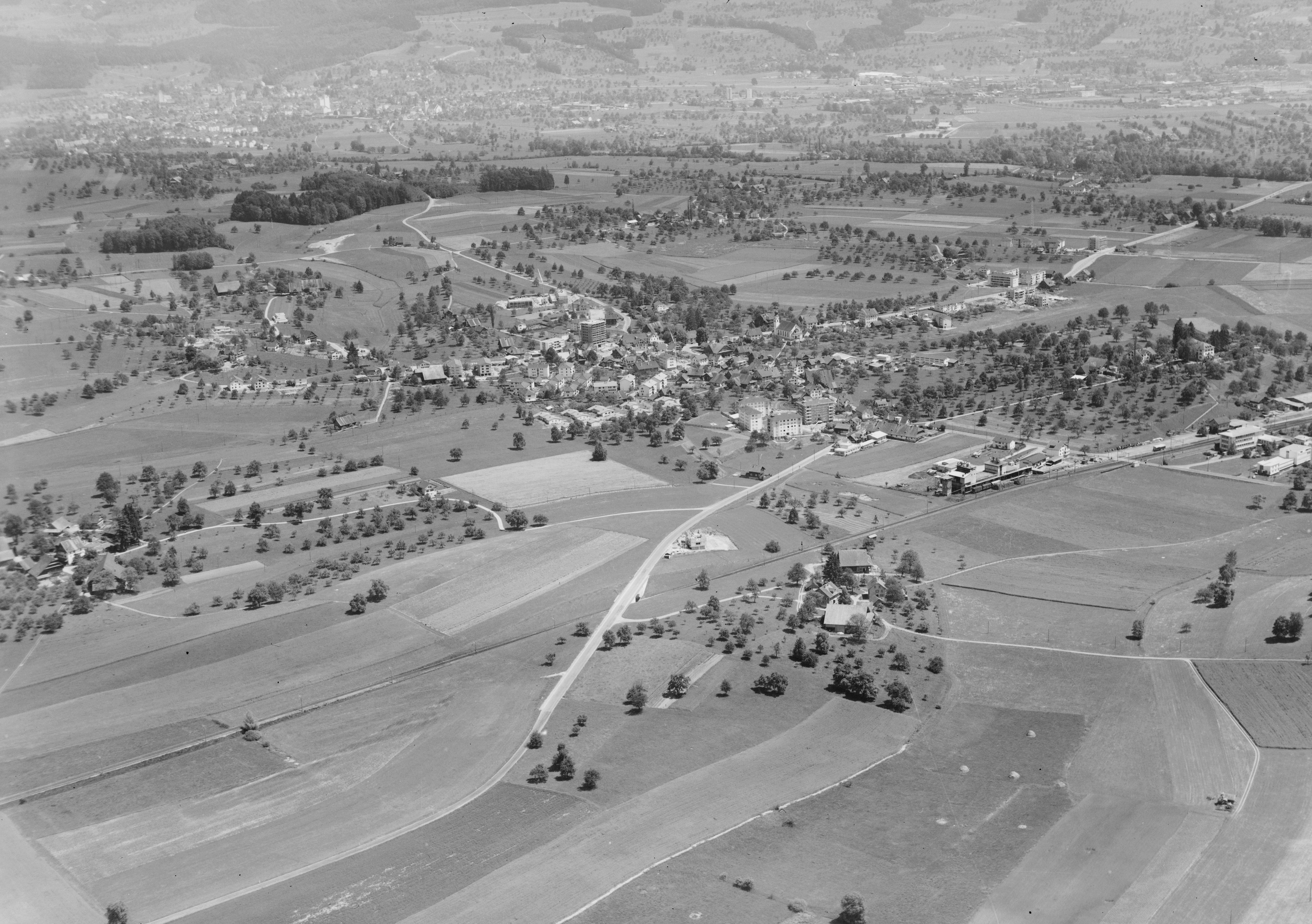
Historisches Luftbild von Werner Friedli von 1962

### Name
Die Herkunft des Namens Steinhausen kann nicht mit Sicherheit nachgewiesen werden.
Im Buch «Zuger Namenstudien» von Albert Iten stehen die beiden Bezeichnungen «Steinhusin» (1173) und «Stainhusen» (1260). Und weiter: «Die Mehrzahlform «Steinhusin» deutet auf eine Gruppe gemauerter Häuser, denen unter den alemannischen Holzbauten ein auszeichnender Charakter zukam, nur feudale Herren bauten solche. Der Name muss sich auf einen festen Verwaltungsbau der Grundherrschaft auf dem sogenannten Schlosshügel beziehen.» In der weiteren Beschreibung ist Iten der Ansicht, wenn die Kirche Steinhausen 1173 erstmals genannt worden sei, so sei ihr Standort offenbar bei diesen Steinhäusern gewesen.
Später erklärt Albert Iten im Buch «Die Gemeinde Steinhausen», dass der Schlosshügel der passende Standort für ein herrschaftliches Verwaltungszentrum war, aber bis jetzt durch Grabungen keine Spur davon bekannt sei. An einen Landadel sei nicht zu denken. Doch habe es im 14. und 15. Jahrhundert ein beachtenswertes bäuerliches Geschlecht „Steinhuser“ gegeben. Johann sei 1336 und Walter 1344 Ratsmitglied der damals noch österreichischen Stadt Zug gewesen.
Wo nichts nachgewiesen ist, ranken sich Sagen um die Entstehung des Namens, wie Alois Lüfolf in seinem 1862 in Luzern erschienenen Buch «Sagen, Bräuche, Legenden aus den fünf Orten, Luzern, Uri, Schwyz, Unterwalden und Zug» überliefert:
«Es lebte mal eine sehr gottselige Klosterfrau, welche in einem Gotteshause des Aargau dem Herrn diente Tag und Nacht. Sie war von armen Eltern geboren und führte den Geschlechtsnamen Steinhauser. Aber der Aufenthalt im Kloster war ihr nicht streng genug, und sie bat, dass man sie in die Einsamkeit ziehen lasse.
Ihr frommer Wunsch fand Erhörung. In der Einöde wurde ihr vom Kloster ein kleines Häuschen von Stein gebaut. Darin lebte und starb sie. Nach ihrem Tode kam ein ganz fremder Stamm in diesen Ort. Die Leute untersuchten denselben Platz und fanden den Namen Steinhausen. Deshalb wurde der Ansiedlung der Name Steinhausen gegeben. Zum ersten gesellte sich noch ein Stamm, welcher auch denselben Namen annahm. So bildete sich eine Gemeinde.»

## Bevölkerung
| Bevölkerungsentwicklung | Bevölkerungsentwicklung | Bevölkerungsentwicklung | Bevölkerungsentwicklung | Bevölkerungsentwicklung | Bevölkerungsentwicklung | Bevölkerungsentwicklung | Bevölkerungsentwicklung | Bevölkerungsentwicklung | Bevölkerungsentwicklung | Bevölkerungsentwicklung | Bevölkerungsentwicklung | Bevölkerungsentwicklung | Bevölkerungsentwicklung | Bevölkerungsentwicklung | Bevölkerungsentwicklung |
| ----------------------- | ----------------------- | ----------------------- | ----------------------- | ----------------------- | ----------------------- | ----------------------- | ----------------------- | ----------------------- | ----------------------- | ----------------------- | ----------------------- | ----------------------- | ----------------------- | ----------------------- | ----------------------- |
| Jahr                    | 1850                    | 1880                    | 1900                    | 1910                    | 1920                    | 1930                    | 1941                    | 1950                    | 1960                    | 1970                    | 1980                    | 1990                    | 2000                    | 2010                    | 2020                    |
| Einwohner               | 490                     | 468                     | 443                     | 470                     | 560                     | 743                     | 787                     | 1'078                   | 1'621                   | 4'138                   | 6'082                   | 7'207                   | 8'801                   | 9'091                   | 10'198                  |

In Steinhausen wohnen heute 8,2 Prozent der Bevölkerung des Kantons Zug. Einwohnermässig ist Steinhausen nach den vier Gemeinden Zug, Baar, Cham und Risch die fünftgrösste Gemeinde.

## Politik

### Gemeinderat
Der Gemeinderat Steinhausen besteht aus fünf Mitgliedern und ist wie folgt aufgestellt:
- Andreas Hausheer (Mitte): Gemeindepräsident, Finanzen und Volkswirtschaft
- Beda Schlumpf (FDP): Bildung und Schule
- Markus Amhof (Mitte): Bau und Umwelt
- Andreas Hürlimann (Grüne): Sicherheit und Bevölkerungsschutz, Wasser- und Elektrizitätswerk
- Esther Rüttimann (FDP): Soziales und Gesundheit

### Ehemalige Gemeindepräsidenten
- Fähndrich, Jakob: 31. Mai 1874, 1874–1876 Kons.
- Meyer, Franz Philipp: 30. April 1876, 1876–1908 Kons.
- Meyer, Leonz: 20. Dezember 1908, 1909–1911 Kons.
- Scherer, Christian: 26. März 1911, 1911–1914 Kons.
- Schlumpf, Maurus: 14. Februar 1915, 1915–1929 Kons.
- Wyss, Johann: 23. Februar 1930, 1930–1955 Kons.
- Schlumpf, Walter: 11. Mai 1955, 1955–1974 Kons.
- Ulrich, Ernst: 1. Dezember 1974, 1975–1982 CVP
- Berchtold, Hugo: 31. Oktober 1982, 1983–1988 CVP
- Limacher, Niklaus: 4. November 1988, 1989–1994 CVP
- Marti, Urs: 30. Oktober 1994, 1995–2006 FDP
- Hofstetter, Barbara: 10. Dezember 2006, 2007–2018 CVP
- Staub, Hans, 2018–2022, Die Mitte

### Kantonsratswahlen
Bei den Kantonsratswahlen 2022 des Kantons Zug betrugen die Wähleranteile in Steinhausen: Die Mitte 30,1 %, Grüne und CSP 19,3 %, FDP 23,5 %, SVP 15,5 %, SP 4,6 %, glp 6,9 %.

### Nationalratswahlen
Bei den Schweizer Parlamentswahlen 2019 betrugen die Wähleranteile in Steinhausen: SVP 24,0 %, CVP 23,0 %, GPS 22,2 %, FDP 15,6 %, SP 8,7 %, glp 5,6 %.

### Wappen
Nach der Bereinigung der Gemeindewappen im Kanton Zug lautet die Beschreibung das Steinhauser Gemeindewappens im Wappenbuch des Kantons seit den 1940er-Jahren «In weiss auf Dreiberg ein aufrechter schwarzer Steinbock.»

## Wirtschaft und Infrastruktur
Bedingt durch den tiefen Steuersatz des Kantons Zug sind in Steinhausen multinationale Unternehmen angesiedelt, wie Carlo Gavazzi Holding, Transocean oder Porsche. Deswegen wurde die Sumpfstrasse auf Steinhauser Seite durch den Namen Turmstrasse (benannt nach den 4-Towers) ersetzt.
Die Produktionshallen der Firma Swisspor wurden bei einem Feuer am 25. Mai 2007 auf einer Fläche von 8'000 m2 komplett zerstört und anschliessend neu gebaut. Beim Grossbrand standen über 400 Mann aus den Kantonen Zug, Luzern und Zürich im Einsatz.
Das auf Verschlüsselung spezialisierte Unternehmen Crypto AG hatte bis zur Auflösung 2018 seinen Sitz in Steinhausen. Wie 2020 berichtet wurde, handelte es sich ab 1970 um ein Gemeinschaftsunternehmen des deutschen Bundesnachrichtendienstes und der amerikanischen CIA (siehe Operation Rubikon). Die Nachfolgeunternehmen der Crypto AG, Crypto International AG und CyOne Security AG, haben ihren Sitz in Steinhausen.
Das Einkaufszentrum Zugerland gehört (nach Umsatz) zu den zehn grössten Einkaufszentren der Schweiz. Nebst einer MMM Migros befinden sich weitere 44 Geschäfte im Gebäude.
Von den über früher rund 40 Milchlieferanten der Milchgenossenschaft sind heute noch 4 übrig, welche ihre Milch in die Dorfkäserei liefern. Aus der silofreien Milch wird Sbrinz hergestellt.

### Verkehr
Durch Steinhausen führt die 1864 von der Zürich-Zug-Luzern-Bahn eröffnete Bahnstrecke Zürich–Zug; sie wird von der Linie S 5 Zug – Affoltern a. A. – Zürich HB – Uster – Pfäffikon SZ  der S-Bahn Zürich bedient (bis 2015: S9). 2012 wurde die Haltestelle Steinhausen Rigiblick eingeweiht. Die südliche Grenze der Gemeinde bildet die Autobahn A14. Die Zugerland Verkehrsbetriebe betreiben die Buslinie 606 Cham – Steinhausen – Zug, die Buslinie 636 Steinhausen Sennweid – Baar Bahnhof sowie die Buslinie 616 Zug Dammstrasse/Bhf –  Steinhausen Zugerland EKZ.                                                                                                              

### Bildung
In Steinhausen gibt es zehn Kindergärten und acht Schulhäuser, in denen sämtliche Stufen der obligatorischen Volksschule unterrichtet werden (Primarschule, Realschule, Sekundarschule). Die nächstgelegene Kantonsschule (Gymnasium) befindet sich in der Stadt Zug.

## Kultur und Sehenswürdigkeiten

### Sehenswürdigkeiten
Ab 2009 führte ein Bodenpfad durch den Steinhauser Wald. Er war das grösste Umweltbildungsangebot der Schweiz zum Thema Boden, aktuell können noch die Lehrpfadtafeln abgerufen werden.

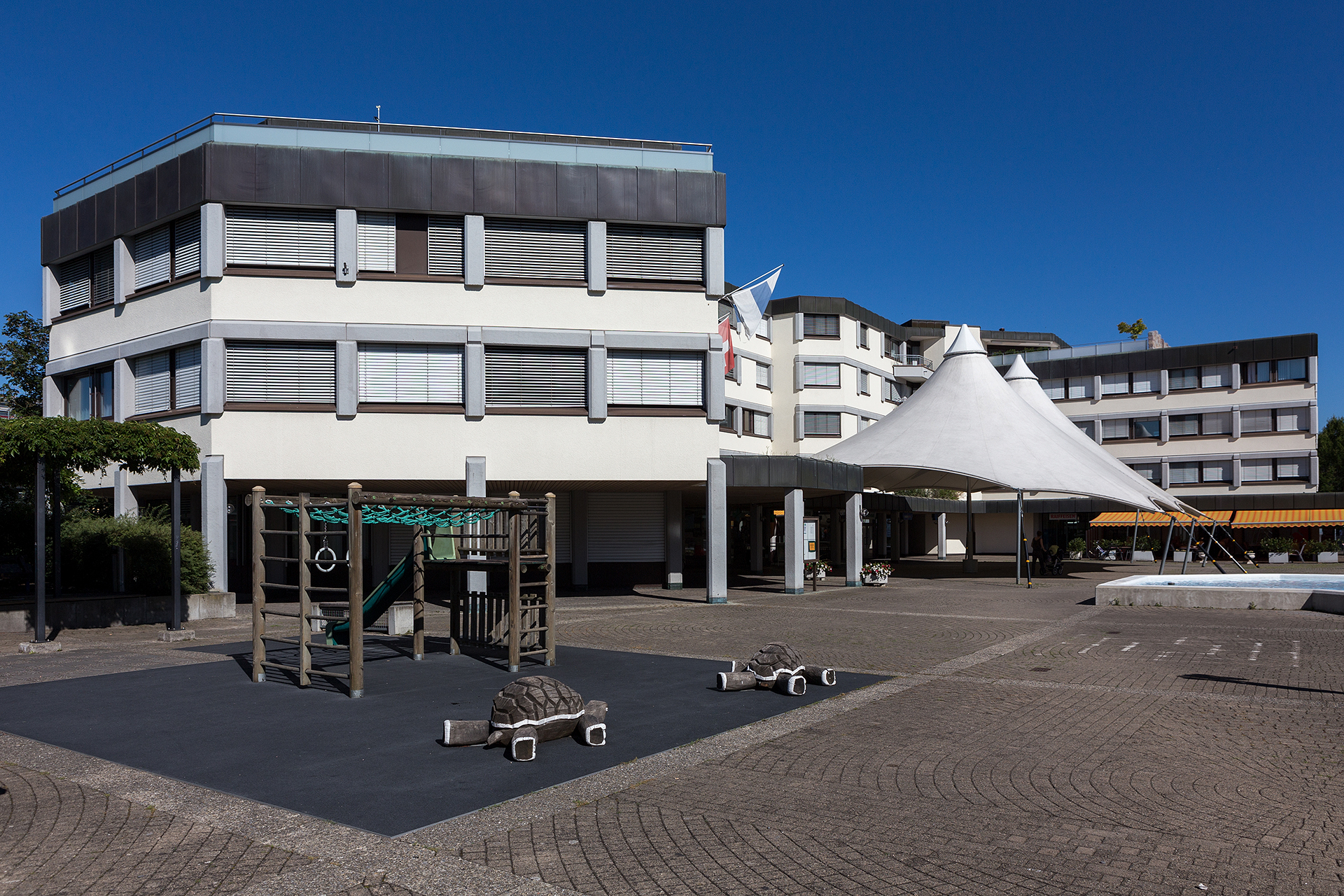
Dorfplatz
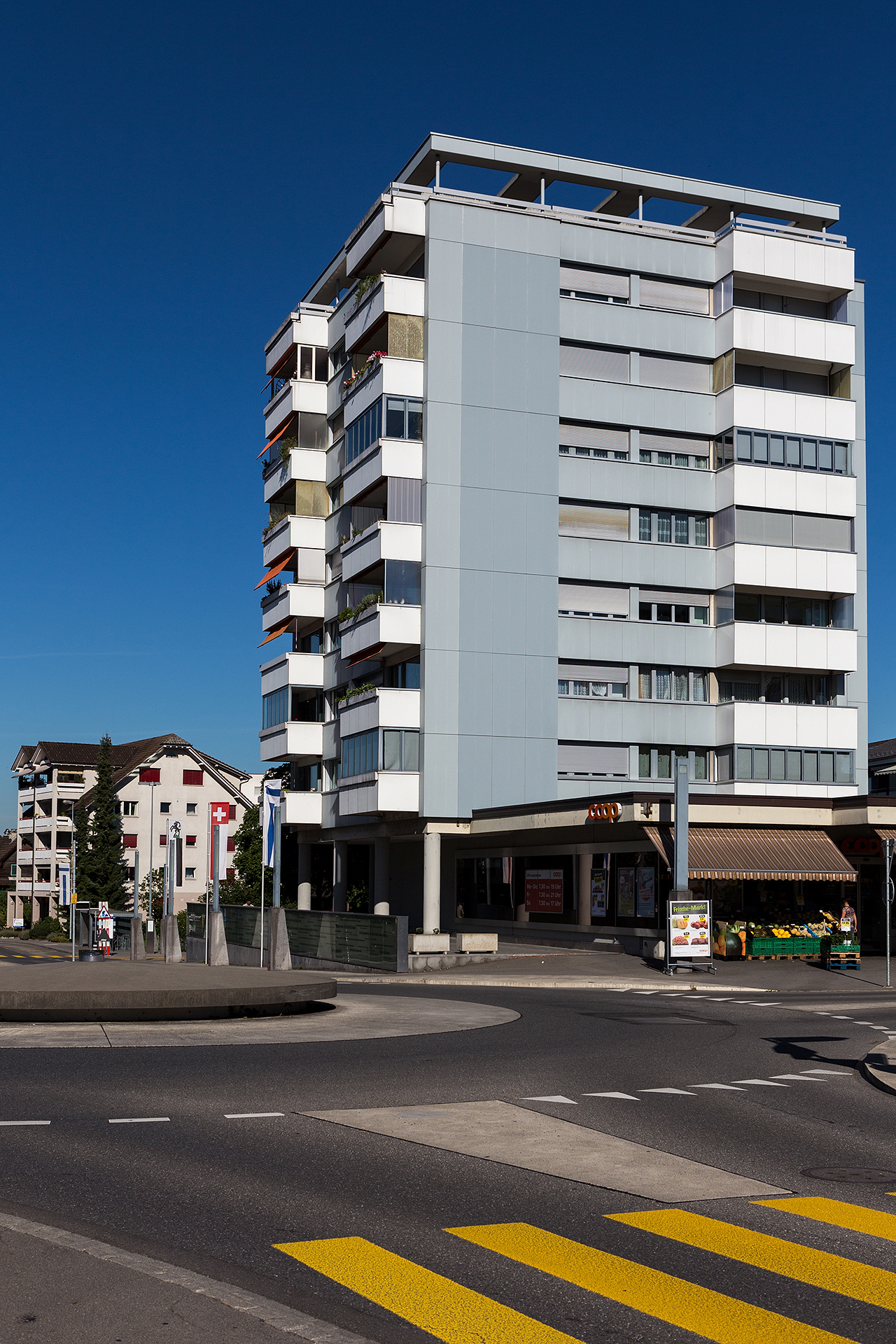
Coop, Kreisel und Hochhaus
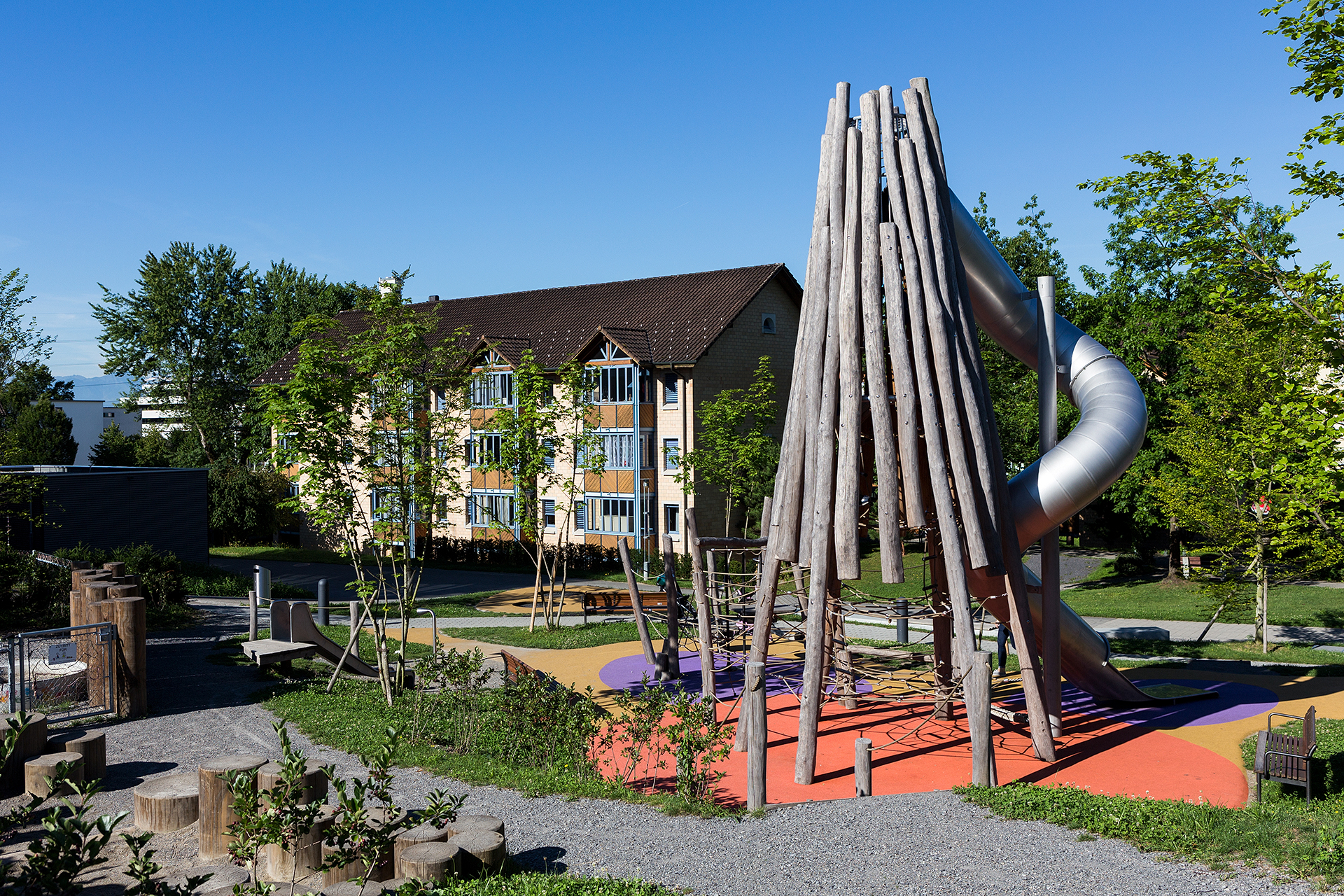
Spielplatz und Alterssiedlung
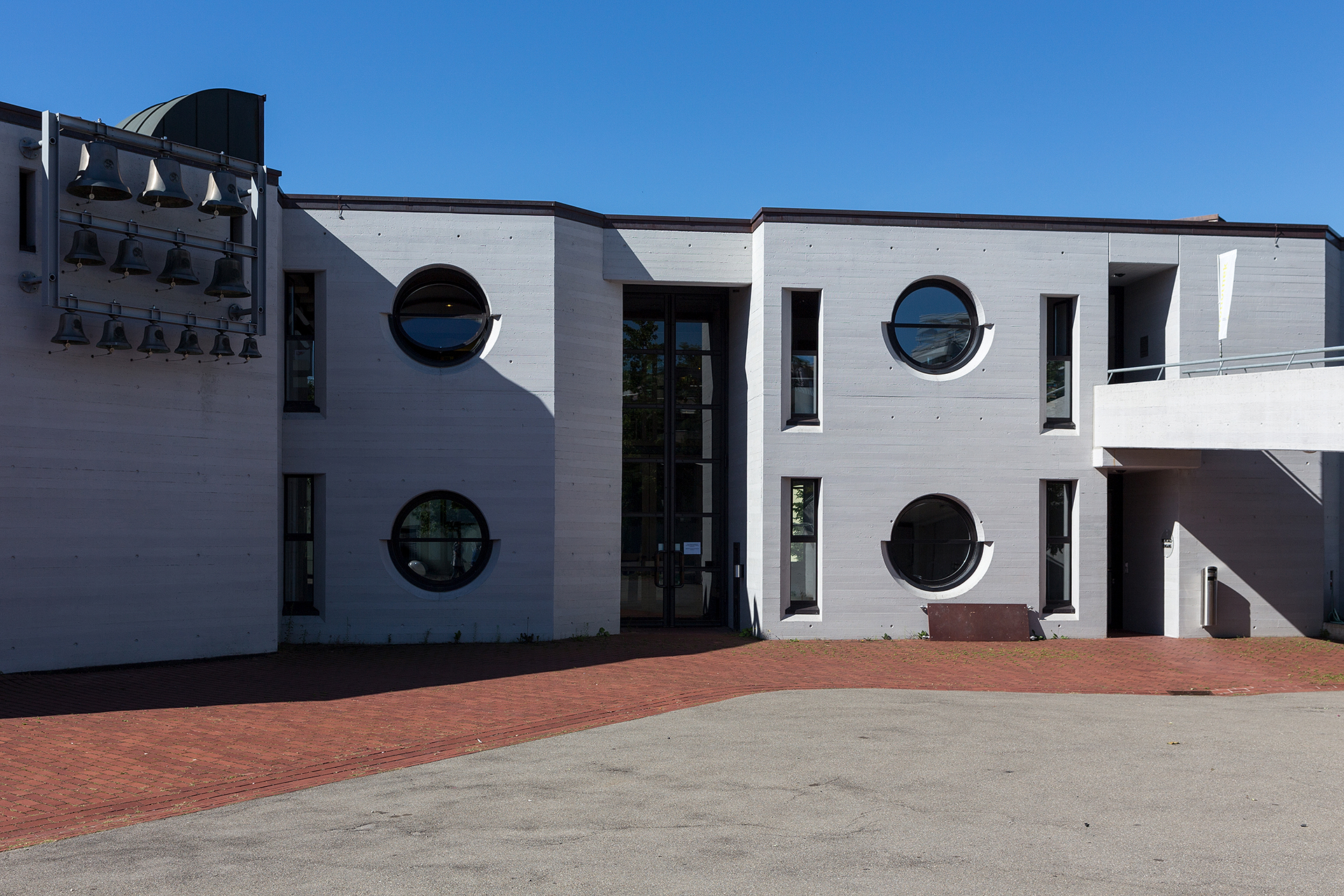
Kirchzentrum Chilematt mit Don Bosco-Kirche
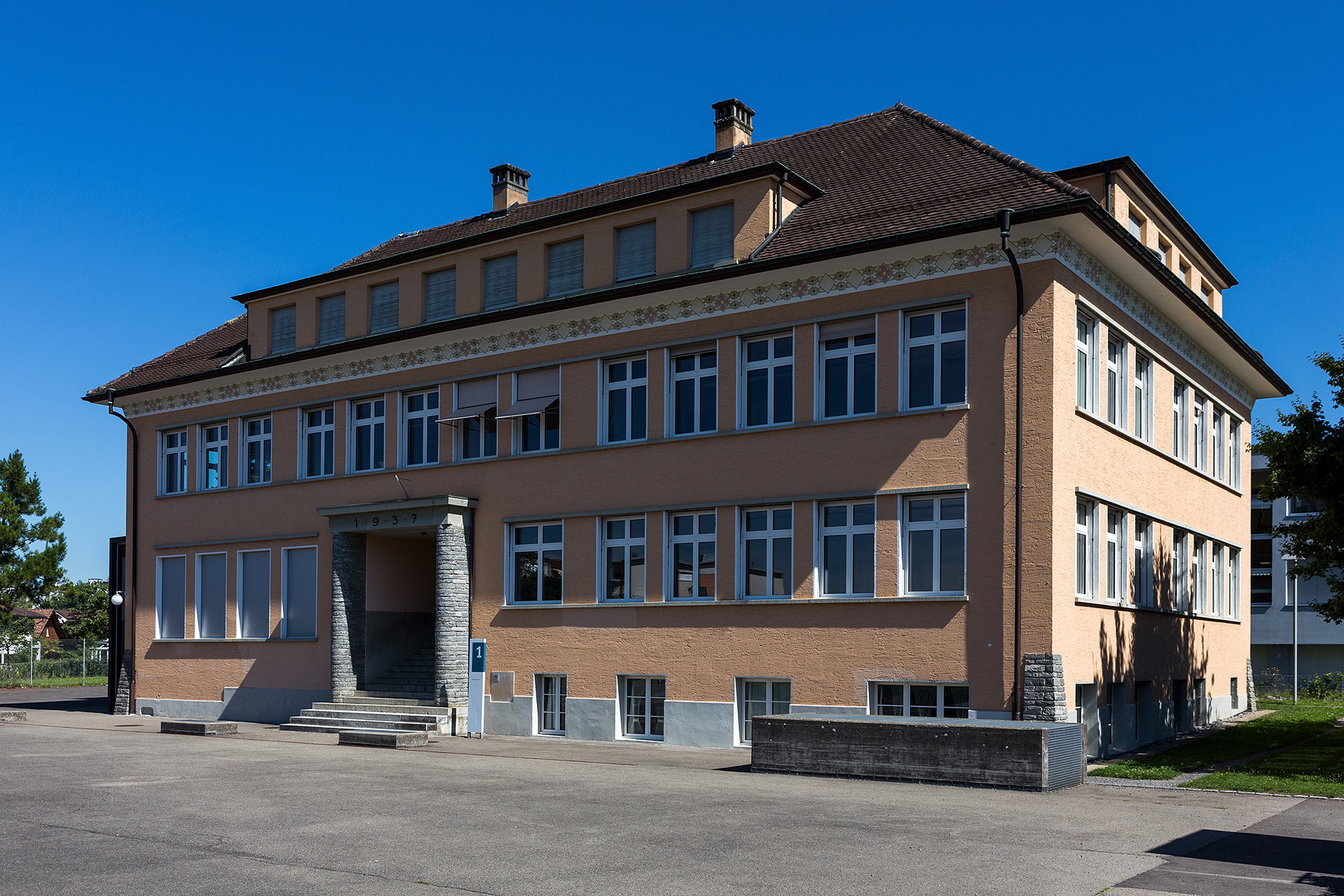
Schulhaus Sunnegrund 1
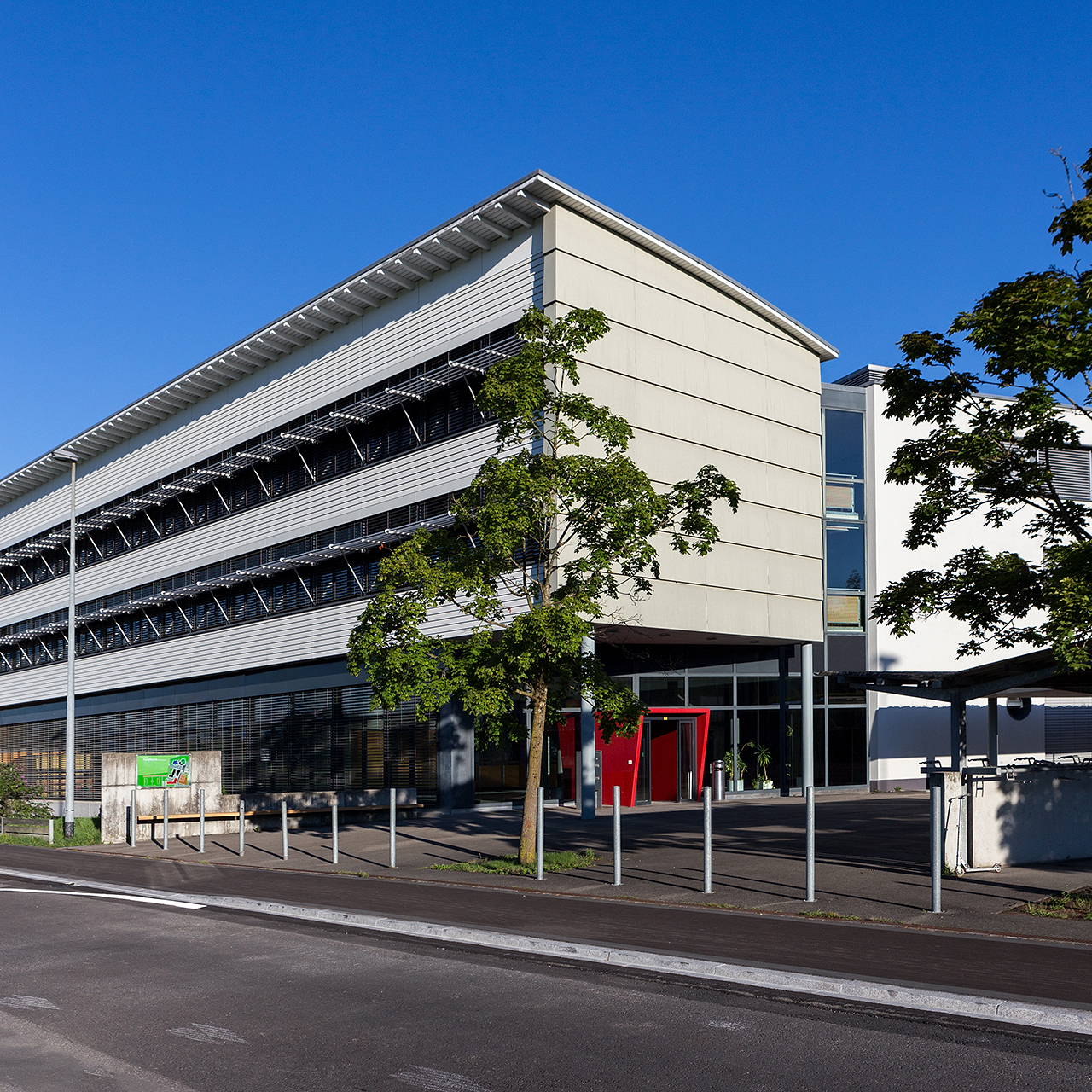
Schulhaus Feldheim
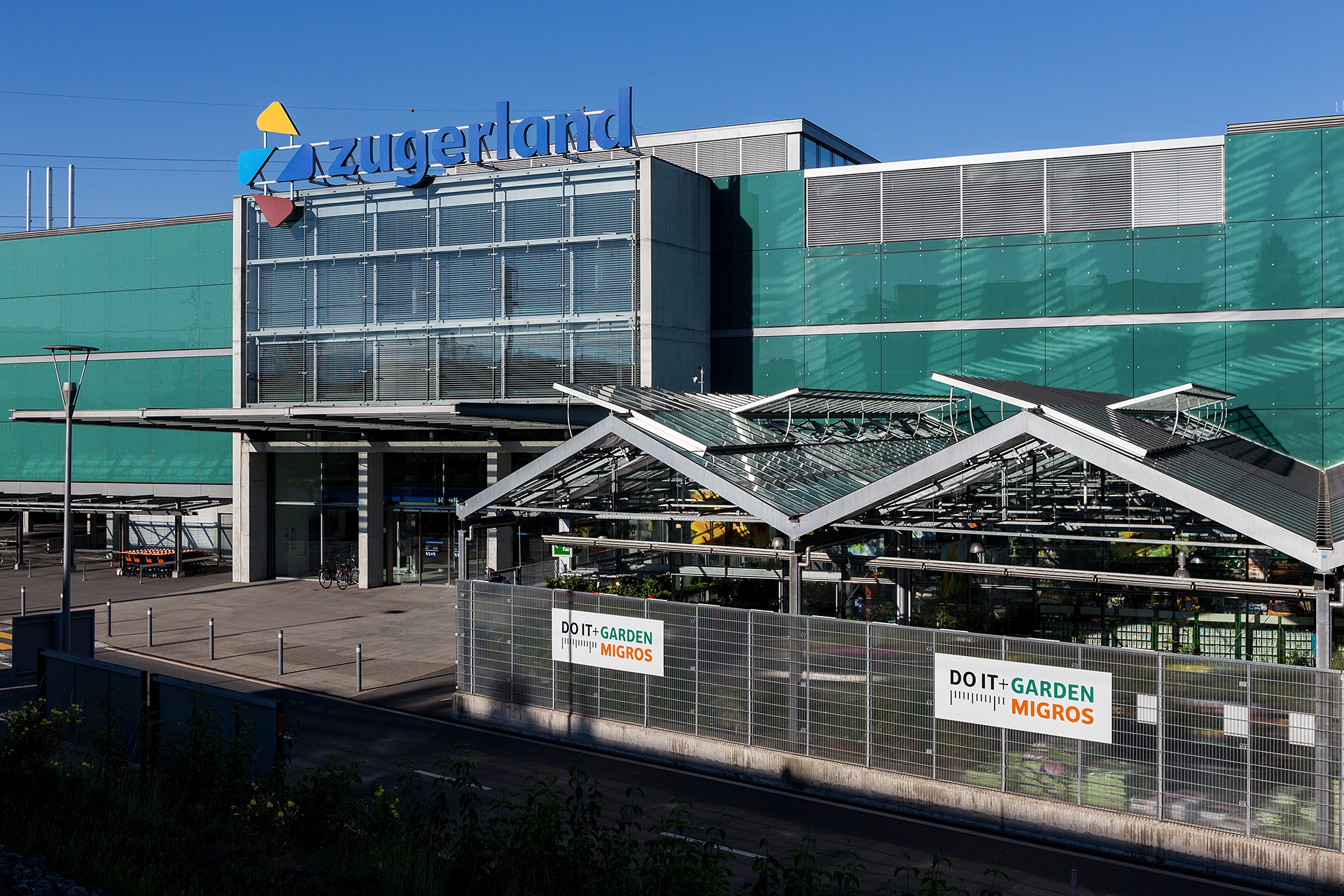
Einkaufszentrum Zugerland
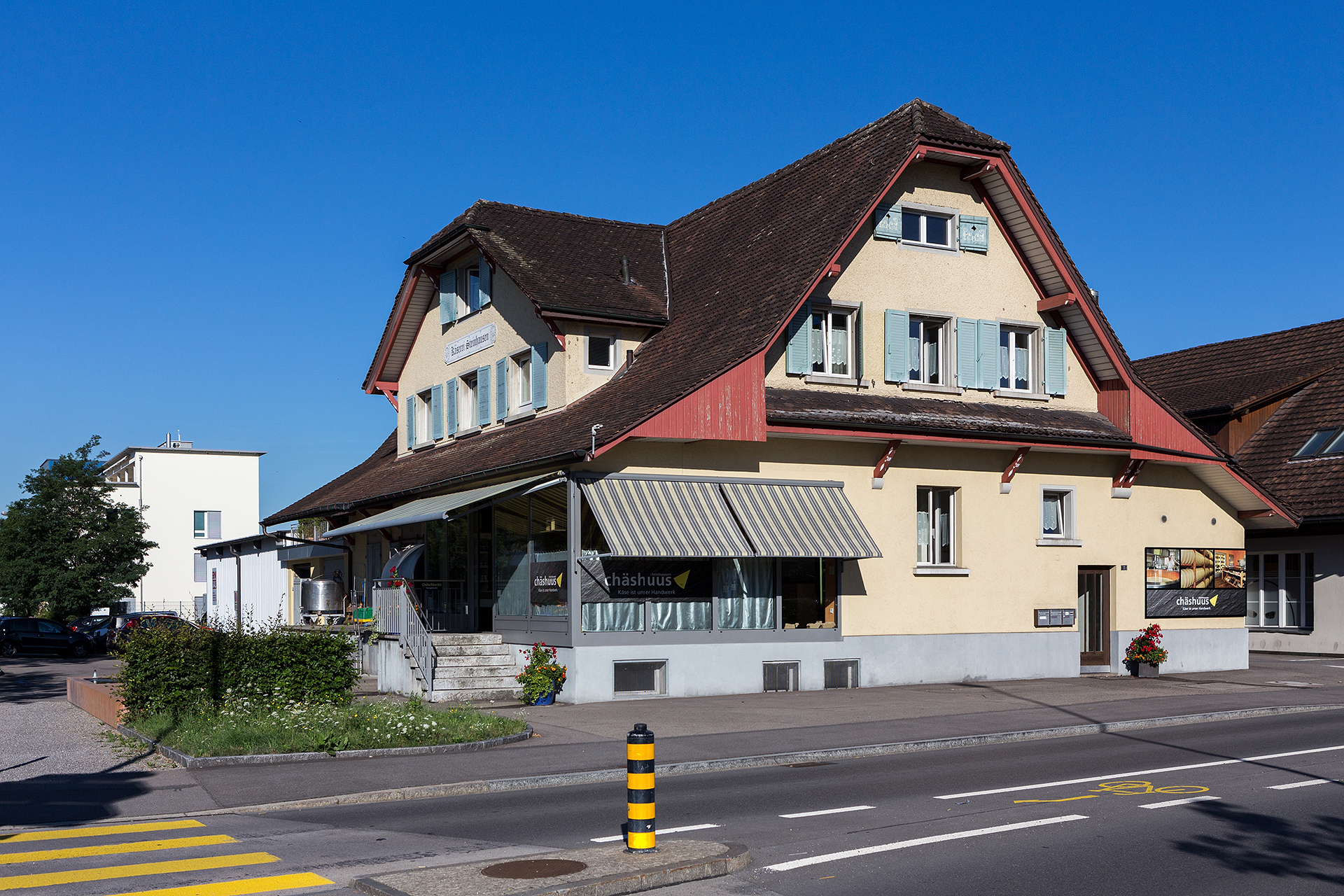
Käserei
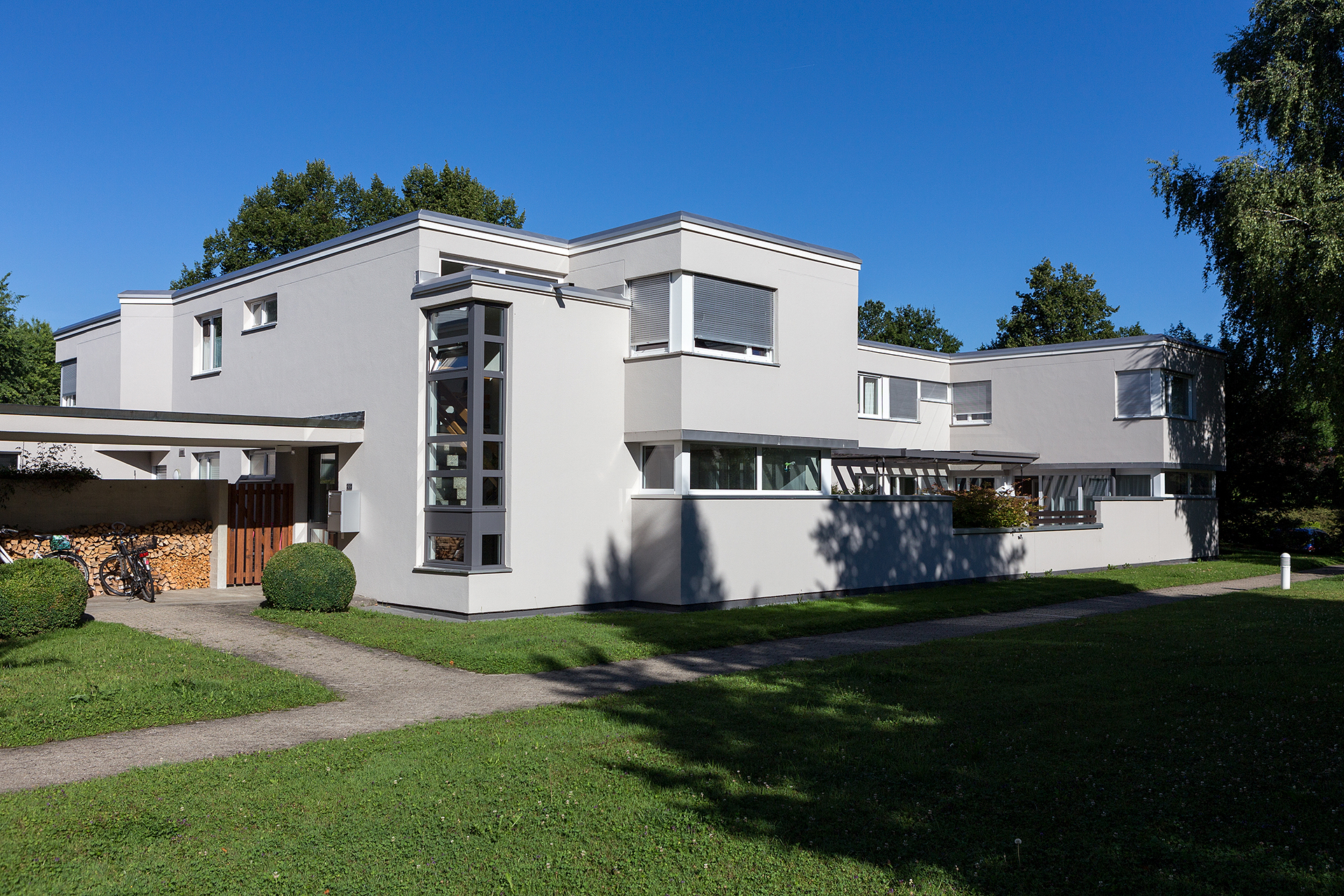
EHF-Siedlung Hasenberg
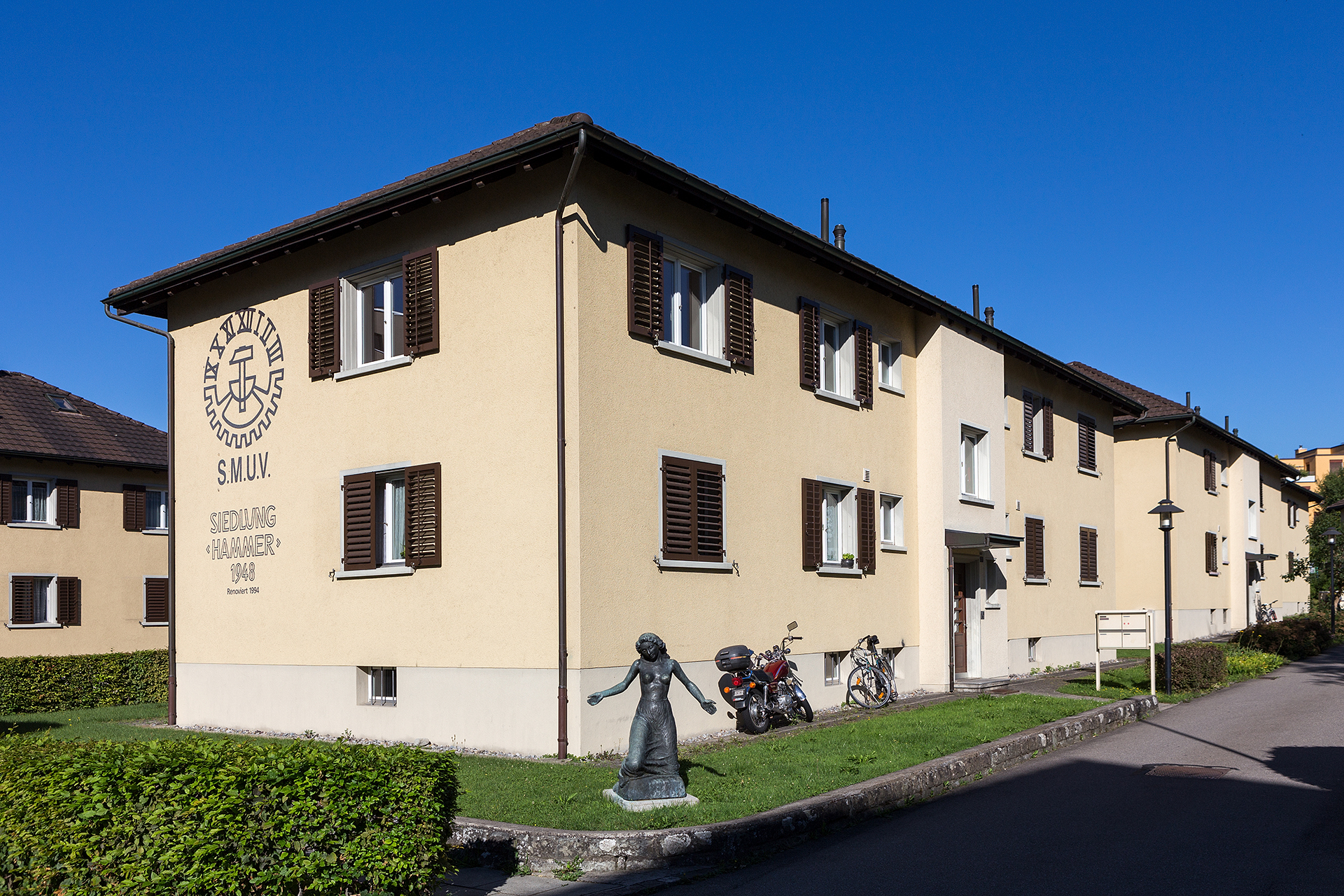
"Hammer"-Siedlung des SMUV

### Regelmässige Veranstaltungen
- Februar / März: Fasnacht mit Umzug und Guggernacht (Dorffasnacht) am Fasnachtsfreitag
- Mai / Juni: Grümpelturnier
- Juni: Dorffest
- Ende Juli, Anfang August: waldstock open air spektakel[15]. Das von ehrenamtlichen Helfern organisierte Openair hat sich zu einem der grössten Sommerevents des Kantons entwickelt.
- 1. August: 1.-August-Brunch
- letztes Augustwochenende: Seifenkistenrennen
- zweitletztes Oktoberwochenende: Chilbi
- Anfang November: Räbeliechtliumzug

## Persönlichkeiten
- Melchior Schlumpf (1797–1880), Domherr des Bistums Basel und Gründer der Schweizerischen Kirchenzeitung
- Stefan Steiner (* 1963), Maler und Zeichner
- Nina Betschart (* 1995), Volleyball- und Beachvolleyballspielerin
- Livio Stadler (* 1998), Eishockeyspieler
- Norma Goldmann (* 2003), Handballspielerin